# Adonisea ultima
Adonisea ultima är en fjärilsart som beskrevs av John Kern Strecker 1876. Adonisea ultima ingår i släktet Adonisea och familjen nattflyn. Inga underarter finns listade i Catalogue of Life.